# Eastern Professional Basketball League 1954-1955
La stagione EPBL 1954-55 fu la 9ª della Eastern Professional Basketball League. Parteciparono 6 squadre in un unico girone.
Rispetto alla stagione precedente si aggiunsero gli Scranton Miners. I Wilkes-Barre Barons rientrarono nella EPBL dopo la scomparsa della ABL. I Berwick Carbuilders e i Lebanon Seltzers scomparvero.

## Squadre partecipanti
- Hazleton Hawks
- Lancaster R. Roses
- Scranton Miners
- Sunbury Mercuries
- Wilkes-B. Barons
- Williamsport Billies

## Classifica
| Squadra              | V  | P  | %    | GB |
| -------------------- | -- | -- | ---- | -- |
| Williamsport Billies | 19 | 11 | 63,3 | -  |
| Wilkes-Barre Barons  | 18 | 12 | 60,0 | 1  |
| Scranton Miners      | 15 | 15 | 50,0 | 4  |
| Hazleton Hawks       | 15 | 15 | 50,0 | 4  |
| Sunbury Mercuries    | 13 | 17 | 43,3 | 6  |
| Lancaster Red Roses  | 10 | 20 | 33,3 | 9  |

## Play-off

### Semifinali
|  | Williamsport Billies | 72 – 71 | Hazleton Hawks |  |

|  | Hazleton Hawks | 100 – 91 | Williamsport Billies |  |

|  | Hazleton Hawks | 70 – 65 | Williamsport Billies |  |

|  | Wilkes-Barre Barons | 81 – 70 | Scranton Miners |  |

|  | Scranton Miners | 78 – 62 | Wilkes-Barre Barons |  |

|  | Wilkes-Barre Barons | 82 – 70 | Scranton Miners |  |

### Finale
|  | Wilkes-Barre Barons | 103 – 88 (d.1t.s.) | Hazleton Hawks |  |

|  | Hazleton Hawks | 81 – 65 | Wilkes-Barre Barons |  |

|  | Wilkes-Barre Barons | 76 – 71 (d.1t.s.) | Hazleton Hawks |  |

### Tabellone
|  | Semifinali | Semifinali   | Semifinali   |              |          | Finale   | Finale | Finale |  |
|  |            |              |              |              |          |          |        |        |  |
|  | 1          | Williamsport | 1            |              |          |          |        |        |  |
|  | 1          | Williamsport | 1            |              |          |          |        |        |  |
|  | 4          | Hazleton     | 2            |              |          |          |        |        |  |
|  | 4          | Hazleton     | 2            |              | Hazleton | Hazleton | 1      |        |  |
|  |            |              |              |              | Hazleton | Hazleton | 1      |        |  |
|  |            |              | Wilkes-Barre | Wilkes-Barre | 2        |          |        |        |  |
|  | 3          | Scranton     | Wilkes-Barre | Wilkes-Barre | 2        | 1        |        |        |  |
|  | 3          | Scranton     |              |              |          |          |        |        |  |
|  | 2          | Wilkes-Barre | 2            |              |          |          |        |        |  |

## Vincitore
| Campione EPBL 1955              |
| ------------------------------- |
| Wilkes-Barre Barons (2º titolo) |

## Premi EPBL
- EPBL Most Valuable Player: Sherman White, Hazleton Hawks